# Andrés Colombo
Andrés Gerardo Colombo (Rosario, Argentina, 30 de julio de 1987) es un futbolista argentino. Juega de volante y su equipo actual es el Club Sportivo Rivadavia (Venado Tuerto) del Argentino B.

## Clubes
| Club                                    | País      | Año       |
| --------------------------------------- | --------- | --------- |
| Osimana                                 | Italia    | 2009      |
| Deportes Concepción                     | Chile     | 2010-2012 |
| Deportes Quindío                        | Colombia  | 2012-2013 |
| Club Sportivo Rivadavia (Venado Tuerto) | Argentina | 2013      |

- Datos: Q4760172